# Ford Köln
Ford Köln foi um carro fabricado em Colônia, Alemanha, e foi produzido entre 1932 e 1935.